# Dialog Cet
Dialog Cet, svenskt alternativrockband från Jönköping grundat 1998.

## Bandmedlemmar
- Pontus Stalin
- Mats Björk
- Robin Watkins
- Patrik Cedercrona

## Diskografi
- 2004 – Like Animals
- 2002 – Konsumera Era
- 2001 – Ny Metall
- 1999 – Crocodile Hunt